# Železniční trať Zvolen–Košice
Železniční trať Zvolen–Košice je slovenská železnice spojující Zvolen a Košice. Trať je vedena jižní částí středního a východního Slovenska blízko hranic s Maďarskem.

## Historie
Trať vznikla spojením několika historických tratí, které v dobách Rakouska-Uherska zajišťovaly propojení Horních Uher (tj. dnešního Slovenska) s dnešním územím Maďarska. Jako první byl dán do provozu úsek Fiľakovo–Lučenec 4. května 1871, v  témže roce (18. června 1871) bylo zprovozněno pokračování z Lučence do Zvolena. 10. září 1873 následovalo otevření úseku Fiľakovo–Lenartovce a 1. června 1874 Lenartovce–Rožňava. Až na sklonku 19. století – 12. října 1896 – byl dán do provozu východní úsek Barca – Turňa nad Bodvou, krátký úsek Košice–Barca byl přitom v provozu již od 14. srpna 1860 jako součást tzv. Tiské dráhy Miskolc–Košice. Trať Zvolen–Košice v dnešní ucelené podobě však začala existovat až 23. ledna 1955, kdy byl dokončen stavebně náročný úsek mezi Rožňavou a Turňou nad Bodvou. Jednalo se o dostavbu tzv. Jihoslovenské transverzálky, která umožnila ve východo-západním směru odlehčit přetíženou trať Košice–Žilina.